# Прикладники
Прикла́дники — село в Україні, у Локницькій сільській громаді Вараського району Рівненської області. Відстань до Зарічного становить близько 26 км і проходить автошляхом Т 1805.
У селі є школа І-ІІІ ступенів, фельдшерсько-акушерський пункт, сільський клуб, бібліотека, пункт контролю Прикладники на кордоні з Республікою Білорусь. З білоруського боку знаходиться пункт пропуску «Невель» на трасі Р147 у напрямку Пінська.

## Населення
За переписом населення 2001 року в селі мешкала 271 особа.

### Мова
Розподіл населення за рідною мовою за даними перепису 2001 року:
| Мова       | Відсоток |
| ---------- | -------- |
| українська | 99,27 %  |
| білоруська | 0,37 %   |
| російська  | 0,37 %   |